# Budda

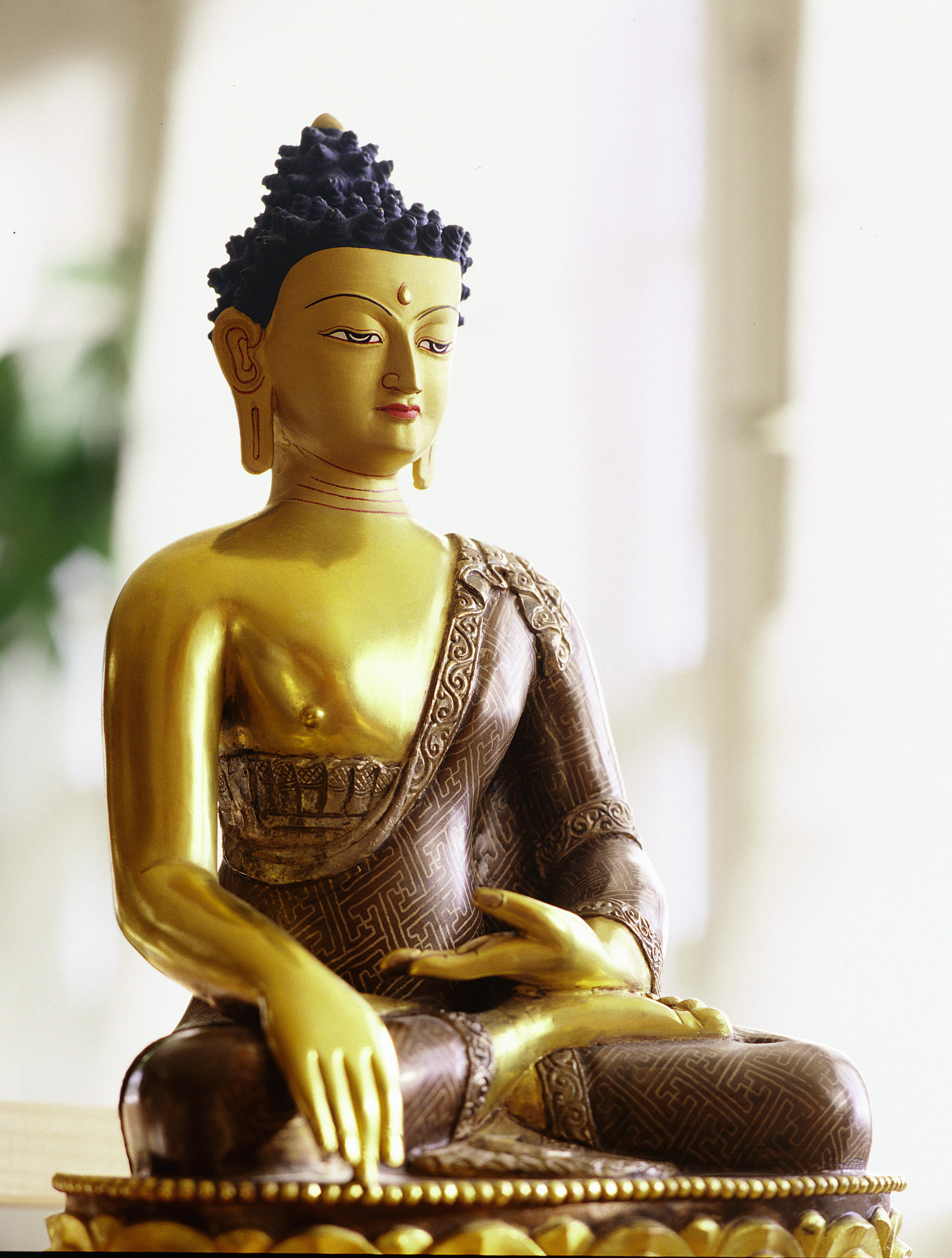
Budda

Wielki Budda (Daibutsu) w Kamakura w Japonii

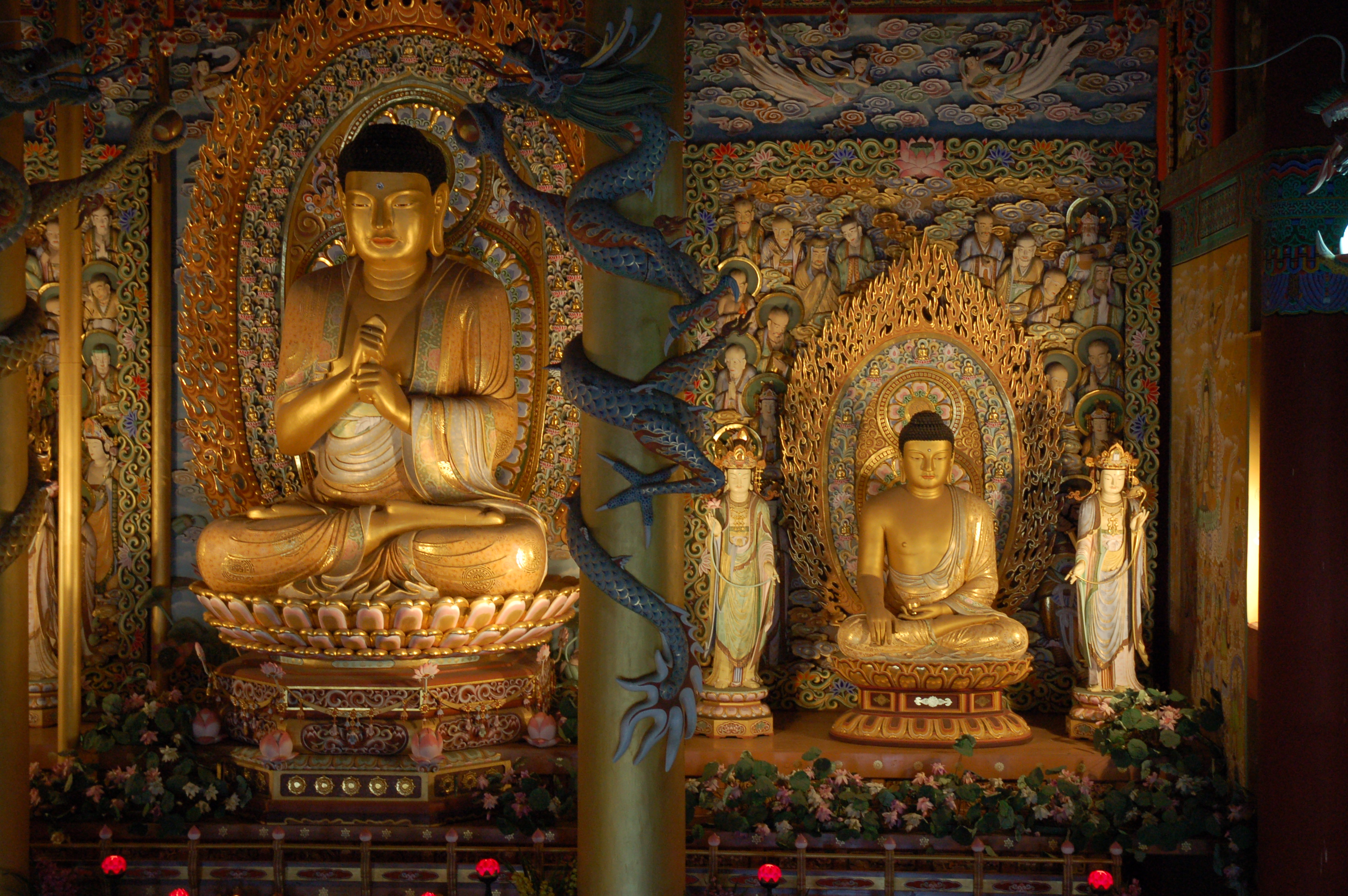
Wizerunek Buddy w świątyni koreańskiej

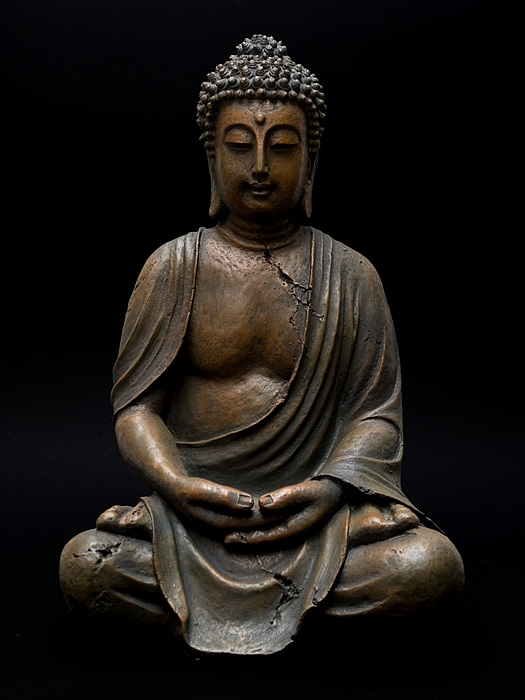
Posążek Buddy

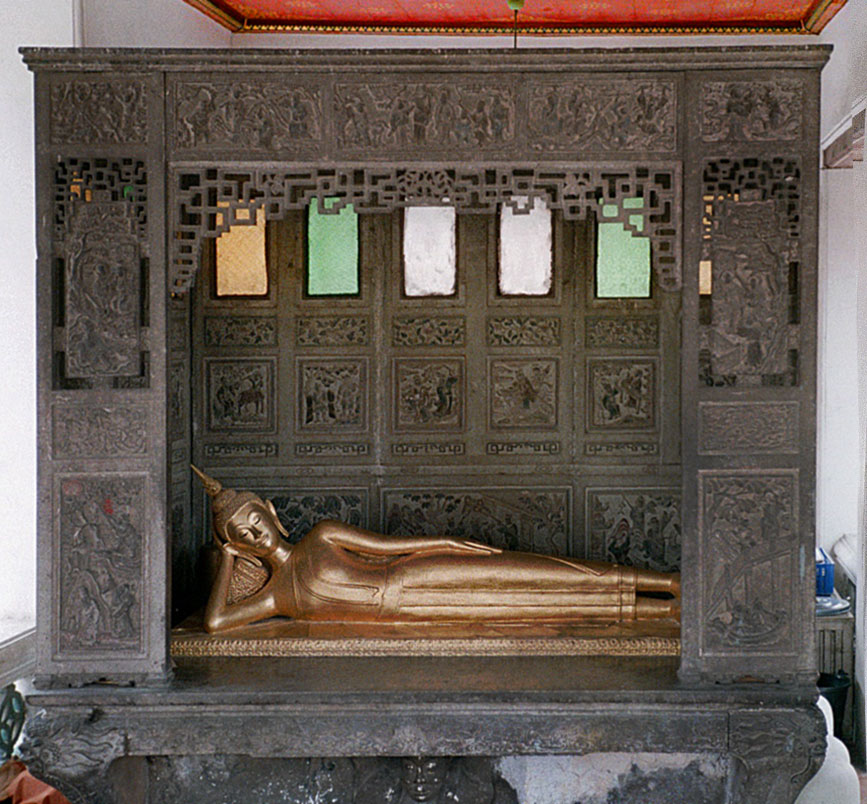
Przedstawienie leżącego Buddy, Tajlandia

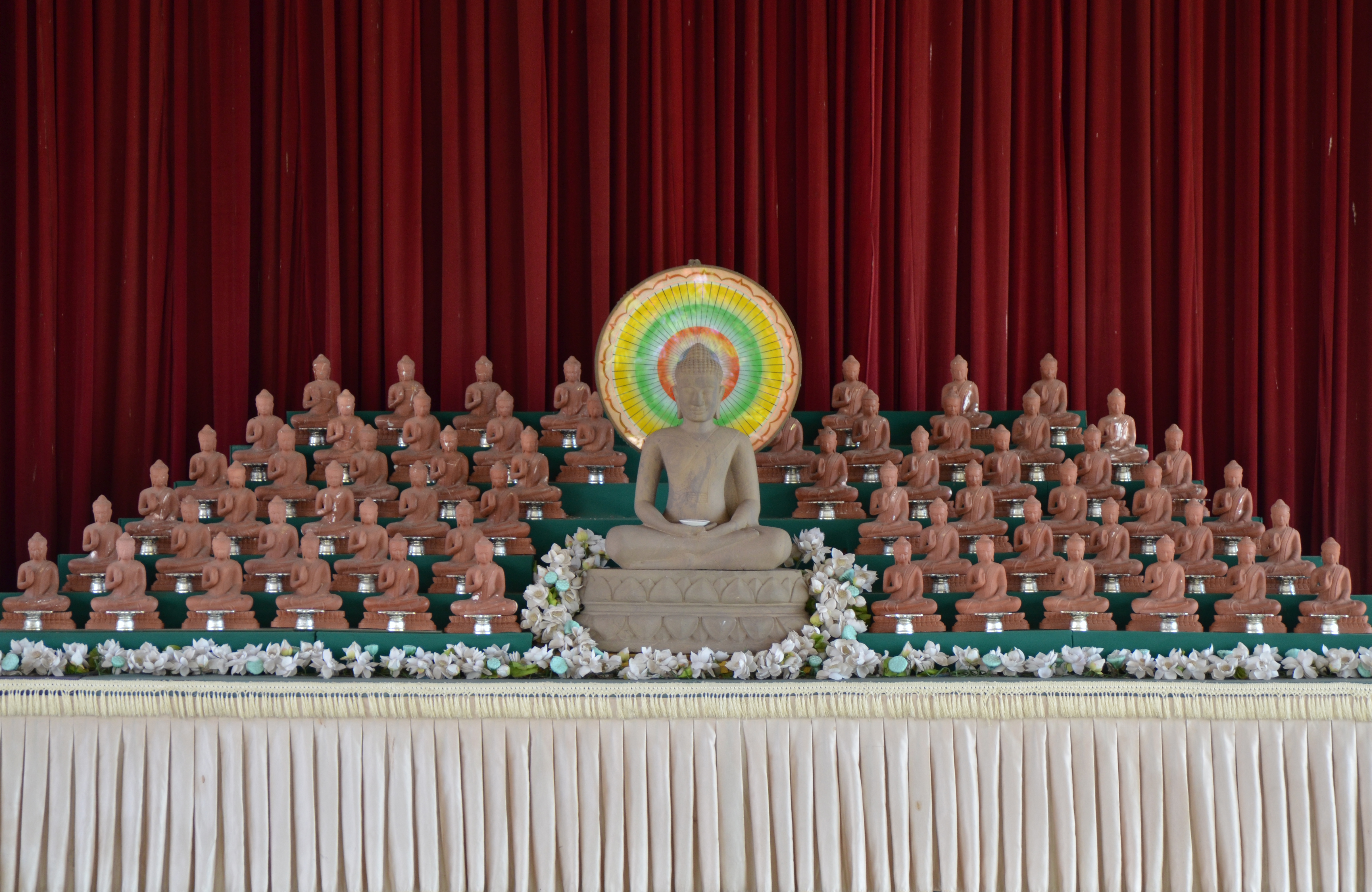
Statuetki Buddy w budynku przyjęć Pałacu Królewskiego w Phnom Penh

Budda (sanskr. Buddha „oświecony”, „przebudzony”, „nieuśpiony”), właśc. Siddhartha Gautama urodzony jako książę około 560 p.n.e. we wsi Lumbini na terenie współczesnego Nepalu. Pierwszą część swojego życia spędził na doświadczaniu przyjemności, otoczony zbytkiem i luksusem. Znudzony dotychczasowymi doświadczeniami wyszedł z pałacu i za jego murami zobaczył wiele cierpienia. To skłoniło go do tego, aby podjąć decyzję o porzuceniu dotychczasowego życia i staniu się wędrownym mnichem. Pewnego dnia pod drzewem Bodhi oddał się kilkudniowej medytacji, w trakcie której osiągnął oświecenie. Resztę życia poświęcił podróżom po Indiach i nauczaniu ludzi. Nadrzędnym celem nauk Buddy była pomoc ludzkości w uwolnieniu się z cierpienia. Budda określa oświeceniem uwolnienie się od permanentnego cyklu odradzania i śmierci (samsary) oraz od cierpienia, które jest immanentną cechą ludzkiej natury.
Budda zmarł w małym miasteczku Kusinara leżąc na prawym boku pomiędzy dwoma drzewami sal, które według przekazów miały cudownie rozkwitnąć poza sezonem. Chociaż często mówi się, że zmarł z powodu otrucia daniem z wieprzowiny, które podarował mu świecki wyznawca, to z relacji „Discourse of the Great Decease” jasno wynika, że Budda wyzdrowiał po chorobie, a jego śmierć nastąpiła jakiś czas później z przyczyn naturalnych.
Nauki Buddy stały się fundamentem nowego nurtu religijno-filozoficznego, zwanego buddyzmem. Sam Budda nie jest postrzegany jako bóg, prorok czy istota nadprzyrodzona, tylko jako oświecony człowiek. Co więcej, uważał on, że: „Wszystkie żyjące istoty mają naturę Buddy i mogą stać się buddami”.
Imiona Buddy:
- Gautama – imię po macosze.
- Siddhartha – osiągający cel – nadane przez siebie samego.
- Siakjamuni – najwyższy mędrzec-asceta (muni), bądź mędrzec-asceta z rodu Siakjów.
- Budda – od słowa bodhi, czyli oświecenie, przebudzenie.

Dodatkowe określenia z jakimi najczęściej można się spotkać, to właśnie Budda, Mahapurusza (Wielka Istota) i Tathagata (urzeczywistniający drogę do wyzwolenia).

## Osoba i stan
Słowo „Budda” ma dwa znaczenia. W węższym zakresie dotyczy tylko Buddy Siakjamuniego, założyciela buddyzmu. Poniższy artykuł dotyczy ogólniejszego znaczenia tego słowa (jest wówczas pisane małą literą). Słowo „budda” należy pisać małą literą, gdy chodzi ogólnie o człowieka buddę (bądź o stan buddy = oświecenie), a wielką, gdy pisze się o kimś konkretnym (np. o Buddzie Siakjamunim).
Według nauk Mahajany, Budda to nie jest tylko historyczna postać, ale przede wszystkim trzy ciała Buddy.

## Budda jako stan
Budda to istota oświecona; ktoś kto przebudził się ze stanu niewiedzy, wykroczył poza cierpienie ludzkiej egzystencji, posiadł najwyższą mądrość i zerwał z wszelkim przywiązaniem. W tym sensie doszedł on dalej niż bodhisattwa, który odradza się, aby móc przynosić pożytek wszystkim czującym istotom. Budda zerwał już nawet z tym przywiązaniem, a zatem po śmierci zamiast kolejnego wcielenia czeka go stan nirwany. Zgodnie z naukami sutr, aby zostać buddą, należy spełnić dwanaście czynów:
1. odrodzenie w świecie po przebywaniu w niebiosach Tushita
2. zajęcie miejsca w łonie (matki)
3. narodziny w świecie
4. opanowanie mistrzostwa w światowych naukach i dyscyplinach
5. radość z przyjemności dostatku i towarzystwa przyjaciół
6. wyrzeczenie się świata i światowych celów
7. ascetyczne wysiłki
8. udanie się do miejsca oświecenia pod drzewem Bodhi
9. pokonanie armii negatywnych mocy
10. osiągnięcie doskonałego oświecenia
11. obrócenie „kołem Dharmy”
12. zamanifestowanie Nirwany

## Dziewięć przymiotów Buddy
Buddyści medytują (lub kontemplują) Buddę jako posiadającego dziewięć głównych cech. Te cechy są często wspominane w wersetach pieśni w kanonie palijskim (tipitaka) i są wyśpiewywane codziennie w wielu buddyjskich klasztorach, jako element hołdu składanego Buddzie.
Na dziewięć najważniejszych atrybutów Buddy składają się:
1. araham (święty)
2. samma-sambuddho (całkowicie oświecony)
3. vijja-carana-sampanno (obdarzony prawdziwą wiedzą i wzorcowym postępowaniem)
4. sugato (podążający właściwą ścieżką)
5. lokavidu (znawca wszechświata)
6. anuttaro-purisa-dhamma-sarathi (niezrównany przywódca prowadzący innych)
7. sattha-deva-manussanam (nauczyciel ludzi i bogów)
8. buddho (przebudzony)
9. bhagava (błogosławiony)
To, co na pierwszy rzut oka wydaje się dość krótkim wersetem, okazuje się mieć głęboki przekaz. Cechy Buddy wymienione w tych 9 palijskich wyrażeniach mają niebagatelne znaczenie dla wyznawców buddyzmu.

## Nauczanie
Nauki Buddy nazywane są Dharmą (pali: Dhamma). Dharma naucza, że wszelkie cierpienie powstaje z przywiązania, szczególnie przywiązania do ziemskich pragnień. Nirwanę osiąga się, ucząc się, jak osiągnąć spokój umysłu przez przezwyciężenie przywiązania do różnych obiektów materialnych, a także pragnień emocjonalnych, takich jak zazdrość, chciwość, pożądanie i duma.
„Wielki dar – dar Dharmy zwycięża wszystkie dary”.

### Cztery szlachetne prawdy
Podstawowe nauki głoszone przez Buddę przedstawiają drogę, którą ludzie muszą przebyć w celu osiągnięcia oświecenia.
1. Prawda o cierpieniu. Cierpienie jest wspólne dla wszystkich istot, które żyją w świecie dualizmu pomiędzy szczęściem a cierpieniem. Jedno jest przeciwwagą dla drugiego i jedno bez drugiego nie może istnieć.
2. Przyczyna cierpienia. Ludzie swoimi oczekiwaniami i pragnieniami sami wytwarzają cierpienie. Wynika ono z błędnego postrzegania rzeczywistości, a jego przyczyna leży w umyśle, a nie w świecie zewnętrznym.
3. Koniec cierpienia. Sposobem na ograniczenie cierpienia jest usunięcie jego przyczyny, czyli wygaszenie emocji oraz pozbycie się egoistycznych potrzeb oraz pragnień, a tym samym osiągnięcie nirwany.
4. Droga do zakończenia cierpienia. Wyjście ze stanu cierpienia jest możliwe dzięki poznaniu nauk Buddy oraz zastosowaniu ich w codziennym życiu[6].

### Droga Środka / Szlachetna Ośmioraka Ścieżka
Praktyczny przewodnik, zawierający wytyczne, którymi ludzie powinni się kierować w codziennym życiu, aby podnieść jego wartość, zminimalizować cierpienie i zbliżyć się do oświecenia.
1. Właściwa percepcja – postrzeganie życia ze zrozumieniem i współczuciem.
2. Właściwe myślenie – skupienie się na produktywnych myślach i dobrych intencjach.
3. Właściwa mowa – pozytywne komunikaty, które nie ranią innych.
4. Właściwe działanie – etyczne postępowanie z uwzględnieniem całego stworzenia.
5. Właściwe zarabianie – podjęcie pracy użytecznej społecznie i nienagannej moralnie.
6. Właściwy wysiłek – zrównoważone i słusznie ukierunkowane działanie.
7. Właściwa uważność – bycie świadomym swoich myśli, emocji i czynów.
8. Właściwa medytacja – oczyszczenie umysłu i osiągnięcie wewnętrznego spokoju.

### Trzy uniwersalne prawdy
Podczas medytacji na łonie natury i kontemplacji rzeczywistości Budda doznał oświecenia na temat prawdziwej natury rzeczy i istoty funkcjonowania wszechświata, co ujął w postaci trzech uniwersalnych praw.
1. Nic nie ginie we wszechświecie – materia zamienia się w energię, energia zamienia się w materię.
2. Wszystko podlega zmianie – jedyną pewną rzeczą w życiu jest zmiana, cykl życia i śmierci.
3. Prawo przyczyny i skutku (karma) – nic się nie dzieje bez przyczyny, zachodzi akcja i reakcja.

### Potrójny klejnot / trzy skarby
Stając się wyznawcą buddyzmu, każdy uczeń oddaje się pod opiekę, „przyjmuje schronienie w trzech skarbach”. Kroczenie drogą ku przebudzeniu i zgłębianie sensu ludzkiego istnienia może okazać się praktyką wymagającą dużo czasu, wysiłku i siły charakteru, dlatego osiągnięcie pełnego potencjału duchowego jest możliwe dzięki oparciu na trzech autorytetach wiary.
- Budda (Założyciel) – przewodnik, inspiracja i ostateczny nauczyciel duchowy;
- Dharma (Nauka) – ścieżka, którą dzięki naukom Buddy podąża się ku przebudzeniu;
- Sangha (Wspólnota) – nauczyciele lub towarzysze, którzy razem studiują nauki, dzielą się doświadczeniami i praktykują medytację[7].

### Trzy trucizny / trzy pożary
Główne wady charakteru, które stoją na przeszkodzie wzrastania duchowego, powodują cierpienie i nie pozwalają wyjść z koła samsary.
1. Pożądanie – powoduje nadmierne przywiązanie i chciwość ego.
2. Nienawiść – powstaje w akcie samoobrony przeciwko zagrożeniom i niesprawiedliwości.
3. Złudzenie – błędne postrzeganie rzeczywistości i niezdolność do zrozumienia istoty rzeczy.

### Pięć wskazówek
Wytyczne moralnego zachowania, które powinny być przestrzegane w celu gromadzenia dobrej karmy, doskonalenia osobowości i umysłu oraz wzrastania na ścieżce do nirwany.
1. Zakaz zabijania – niekrzywdzenie innych istot oraz poszanowanie ich życia.
2. Zakaz kradzieży – brak oszustw, przywłaszczania sobie cudzego mienia i wyzysku gospodarczego.
3. Zakaz niewłaściwego zachowania seksualnego – unikanie wykorzystywania seksualnego, molestowania, cudzołóstwa.
4. Zakaz kłamstwa – powstrzymanie się od kłamstwa, obrażania, wyzwisk, plotek, pustosłowia.
5. Zakaz używania środków odurzających – szacunek dla trzeźwego umysłu i obiektywnego wglądu w rzeczywistość.

## Ikonografia
W pierwotnym buddyzmie nie wyobrażano postaci Buddy, ograniczając się do przedstawień symbolicznych, jak ślady stóp, drzewo bodhi itd. W późniejszym okresie, prawdopodobnie pod wpływem sztuki greckiej (sztuka Gandhary), zaczęto przedstawiać Buddę w postaci ludzkiej.